# Kentaro Kai
Kentaro Kai (født 1. november 1994) er en japansk fodboldspiller, som spiller for den japanske fodboldklub FC Gifu.